# 10249 Harz
10249 Harz è un asteroide della fascia principale. Scoperto nel 1960, presenta un'orbita caratterizzata da un semiasse maggiore pari a 2,5764273 UA e da un'eccentricità di 0,0934425, inclinata di 3,63476° rispetto all'eclittica.
L'asteroide è dedicato all'omonimo gruppo montuoso, il più settentrionale della Germania.